# Sigmosceptrella fibrosa
Sigmosceptrella fibrosa är en svampdjursart som först beskrevs av Arthur Dendy 1897.  Sigmosceptrella fibrosa ingår i släktet Sigmosceptrella och familjen Podospongiidae.
Artens utbredningsområde är Sydaustralien. Inga underarter finns listade i Catalogue of Life.